# Conjunt fortificat de Mascarell
El Conjunt fortificat de Mascarell, conegut també com a Muralles de Mascarell, situat en el nucli poblacional de Mascarell, dins del municipi de Nules, Plana Baixa; és un conjunt de muralles catalogat com Bé d'interès cultural, l'any 1949, en la categoria de: Conjunt històric, sent la seva declaració genèrica (del Decret de 22 d'abril de 1949, i la Llei 16/1985 sobre el Patrimoni Històric Espanyol), presentant anotació ministerial R-I-53-0000655 (del 9 de desembre de 2008), així com codi de la Generalitat Valenciana, 12.06.082-007.
El conjunt fortificat data del segle xiii al xv, i es va construir seguint un estil d'arquitectura medieval, característic dels edificis militars, en concret de les ciutats emmurallades.

## Història
Mascarell és, actualment, una pedania de Nules, situada al nord-est d'aquest municipi. Malgrat que es tracta d'una vila de petites dimensions fins a mitjan segle xix va ser un municipi independent.
Es creu que l'origen d'aquest assentament poblacional és al segle xiii, moment en el qual es comença a estendre la repoblació de territoris anteriorment habitats per musulmans, sorgint, d'aquesta manera, poblacions de nova planta. En un primer moment va estar poblat per moriscs, la qual cosa va fer que, en 1609 en produir-se l'expulsió d'aquests, la població quedés pràcticament despoblada. De fet, en 1622 només hi havia 30 terratinents.
La construcció del recinte emmurallat va haver d'iniciar-se després de la creació de l'assentament al segle xiii, encara que aquestes s'han vist modificades al llarg de la història, sent objecte de restauració en diverses ocasions a partir del segle XIX. També durant el segle XX es van realitzar diferents intervencions per a la rehabilitació i conservació del recinte.
Algunes d'aquestes intervencions han consistit simplement en obres de restauració en el mur, aplicant-se diferents criteris, que no sempre utilitzaven tècniques respectuoses amb el patrimoni, i amb les invasions que ha sofert la tàpia pels habitatges adjacents, no van beneficiar la seva conservació. Així, mentre la part exterior s'ha conservat exempta d'edificacions, per la zona interior la trama urbana s'ha vist notablement alterada. Moltes cases s'han adossat a la muralla passant aquesta a formar part dels habitatges. A més la guerra del 36 va danyar parts de la muralla que van requerir reconstrucció, la qual va ser duta a terme pel Servei Nacional de Regions Devastades i Reparacions (sent la primera intervenció de la qual es té documentació), utilitzant per a això materials totalment diferents als originals, com a ciment i maçoneria. Per això, malgrat que al segle XX es va produir una gran expansió urbanística que pràcticament va arrasar amb la majoria de les restes de muralles de molts municipis, en el cas de Mascarell, s'ha respectat el recinte fortificat, la qual cosa li ha portat a ser l'única població del País Valencià que conserva íntegrament tota la seva fortificació urbana.
Sobre l'evolució de la ciutat, una vegada ja construït el recinte fortificat, no es disposa de documentació que permeti tenir una idea clara de la mateixa. L'únic document que es conserva és el contracte d'obres de la muralla, el qual permet saber dades molt interessants sobre la seva construcció, com la data exacta de construcció, els mestres d'obres intervinents, les característiques constructives originals i algunes dades històriques amb relació a la mateixa.
El contracte d'obra es va signar el 13 de desembre de 1553, sent els mestres d'obra Pere Climent i Jacobo Garcés. L'obra havia de finalitzar-se en un any, però en produir-se l'impagament als mestres d'obra, es van paralitzar els treballs durant mesos, finalitzant-se la construcció de tot el recinte emmurallat l'any 1555.
En l'època en la qual es va dur a terme la construcció del recinte emmurallat, es produïen a la zona atacs freqüents de corsaris, la qual cosa va fer que durant la construcció de les muralles els treballadors, mestres d'obra i paletes que van intervenir s'allotjaren en una casa fortificada en la població veïna de Nules.
No se sap qui va idear el traçat de les muralles, però en els documents existents apareix el mestre Joan d'Alacant, que pot ser que participés en el disseny del traçat. No obstant això, llevant d'aquest detall, la resta de les dades relatives a la construcció es poden consultar en les capitulacions escrites.
Al principi existia al voltant de la muralla un fossat que, en l'actualitat, ha estat transformat en séquia de reg.
Ja en el segle xxi, l'any 2006, es va tornar a plantejar la necessitat d'una nova restauració i posada en valor de part del recinte emmurallat de Mascarell. Malgrat això les obres de restauració es van anar retardant i l'any 2015 encara s'estaven duent a terme. Aquestes obres estaven finançades pel Ministeri de Foment i per les entitats del sector públic dependents o vinculades, conforme a l'Ordre FOM/1932/2014, de 30 de setembre.

## Descripció
Les muralles originàries del segle xiii van ser realitzades amb fàbrica de tàpia, encara que després van ser refetes als segles següents. Es tracta d'un recinte emmurallat, de 620 metres lineals, de planta romboïdal, amb una altura propera als 7 metres i un espessor d'1,2 metres.

L'estructura interna segueix el típic traçat de població de reconquesta, en el qual carrers rectes es creuen perpendicularment. Al centre està la plaça, i en ella se situen l'Església (que es va construir al segle xvii), i l'Ajuntament (datat del segle xviii, en concret de l'any 1789 si s'atén a la inscripció que apareix en la portada). Per la seva banda, les cases (que segueixen la tipologia de casa de pagesos de la zona, de gran senzillesa) ocupen parcel·les rectangulars que es divideixen en la zona habitada i el pati, i no sobrepassen l'altura ni de la muralla ni de les torres (que són d'igual altura que la muralla i se situen en cadascun dels costats de la muralla, al centre), i presenten planta rectangular. Les torres dels costats est (coneguda com a Portal de L'Horta, també anomenat de Llevant), i la del costat oest (Portal de València), són d'una menor altura i en elles es troben les portes d'accés al recinte interior, a través de sengles arcs de mig punt amb dovella.

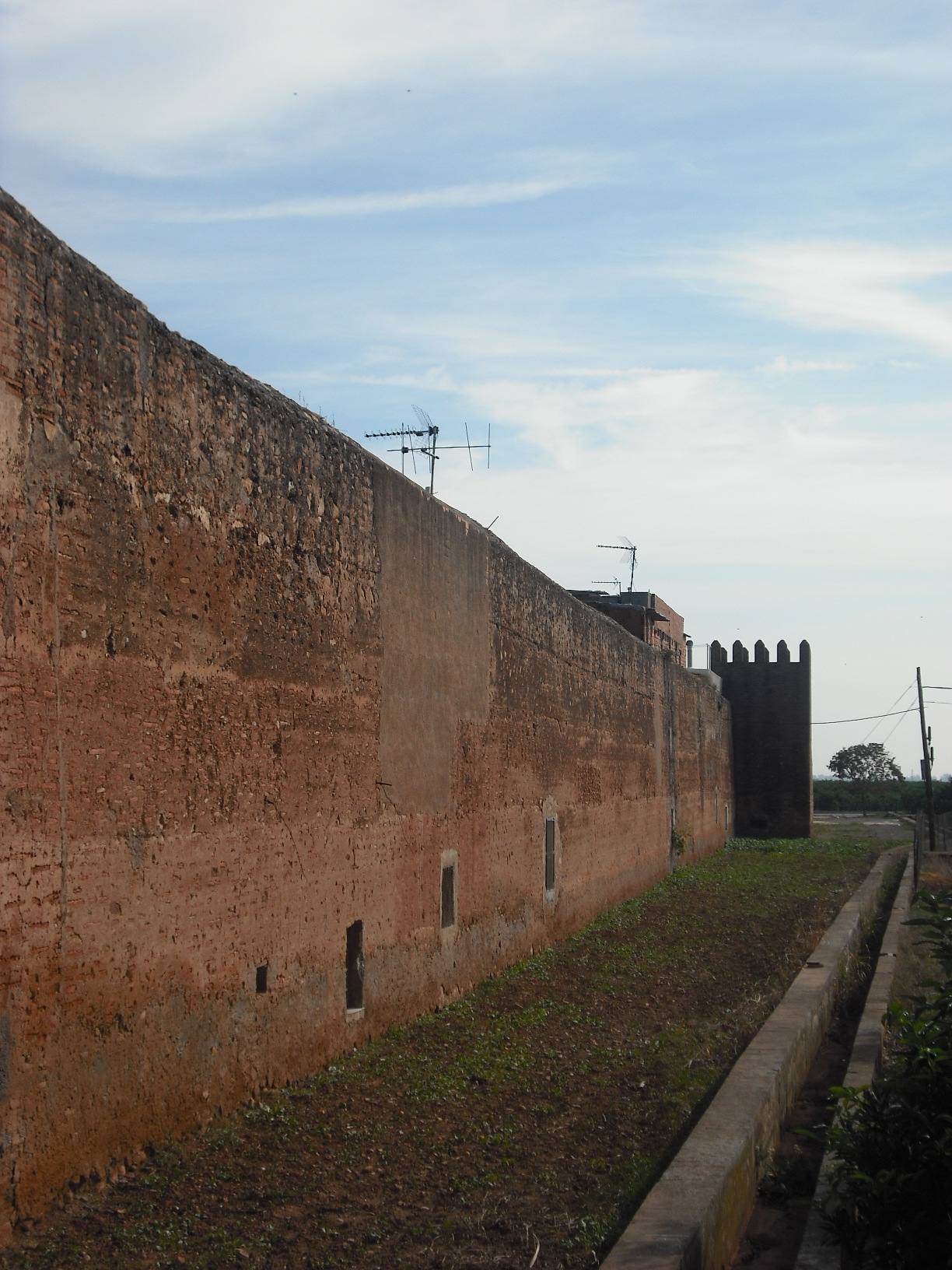
Mur sud exterior i séquia a la zona del fossat.
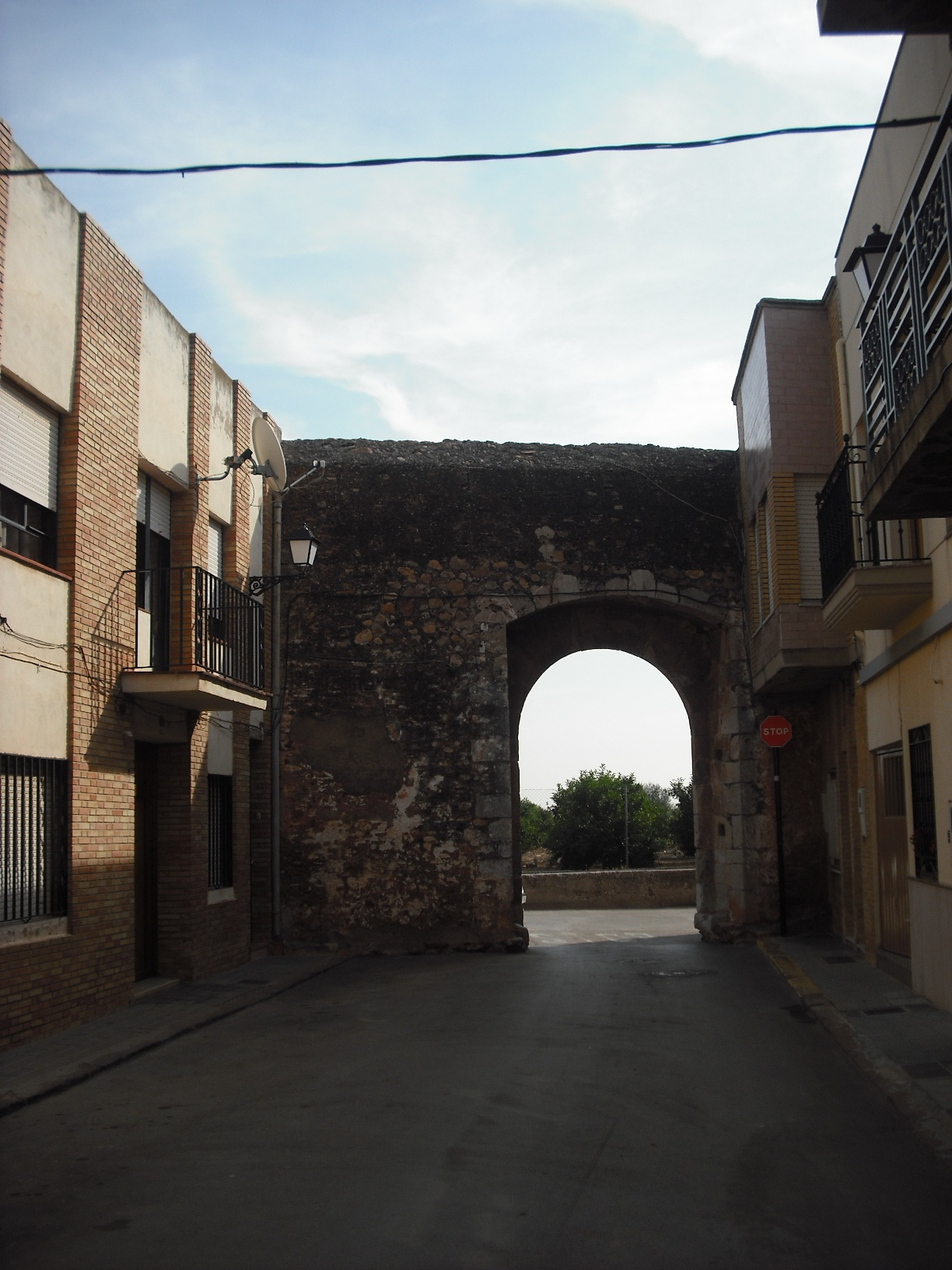
Portal de l'Horta o Portal de Llevant.
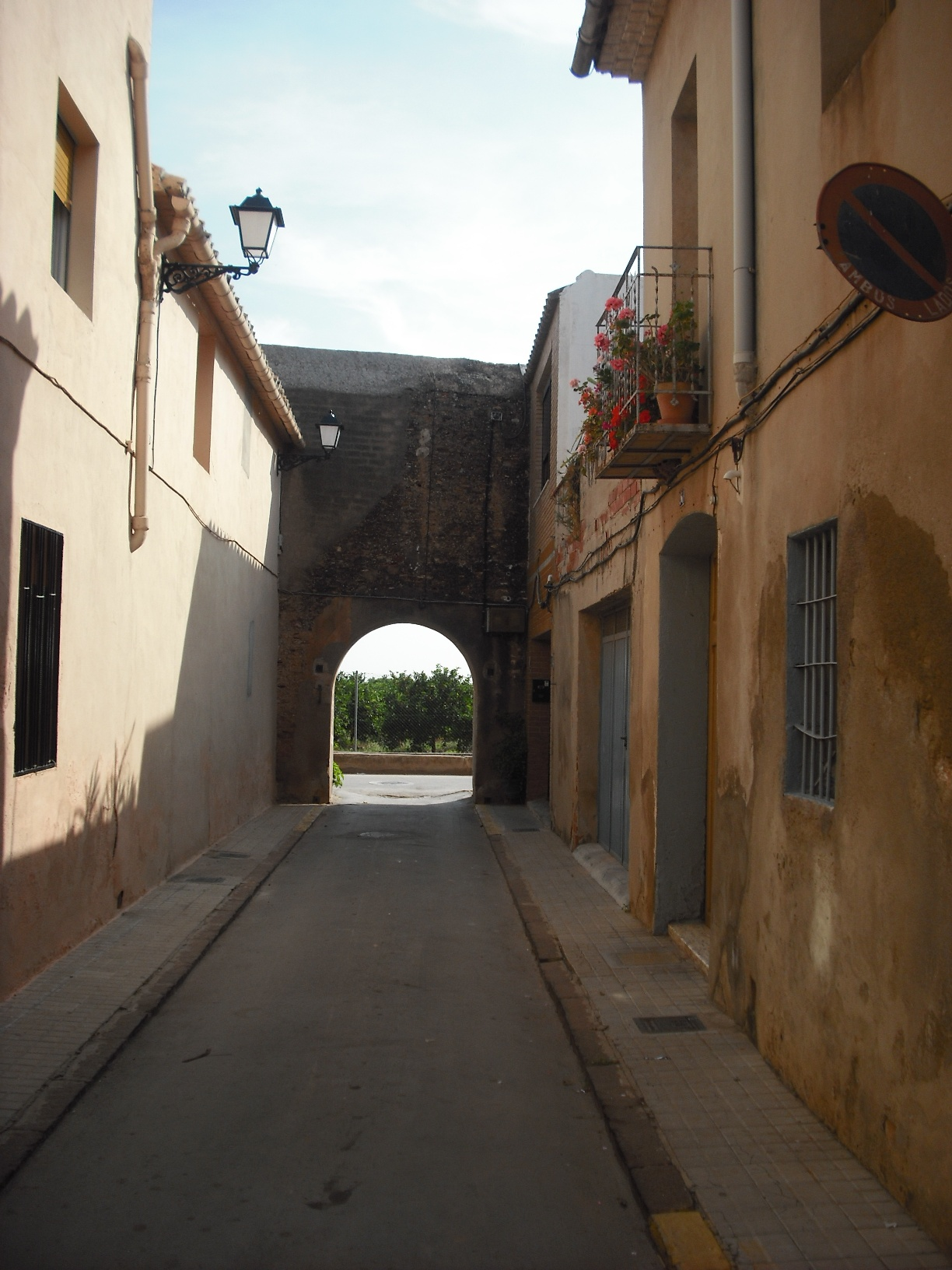
Portal de València.
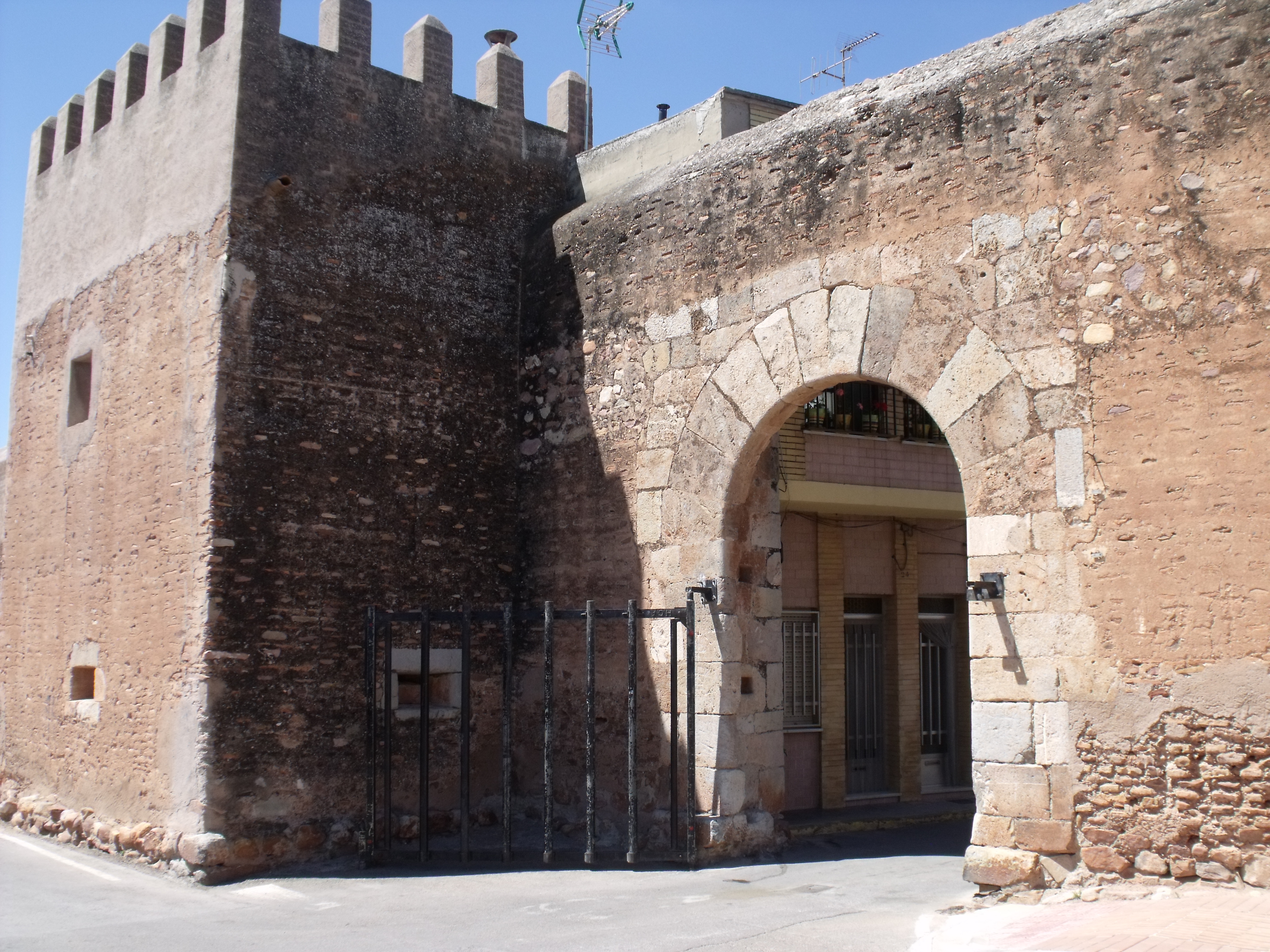
Part exterior de la porta de Llevant.
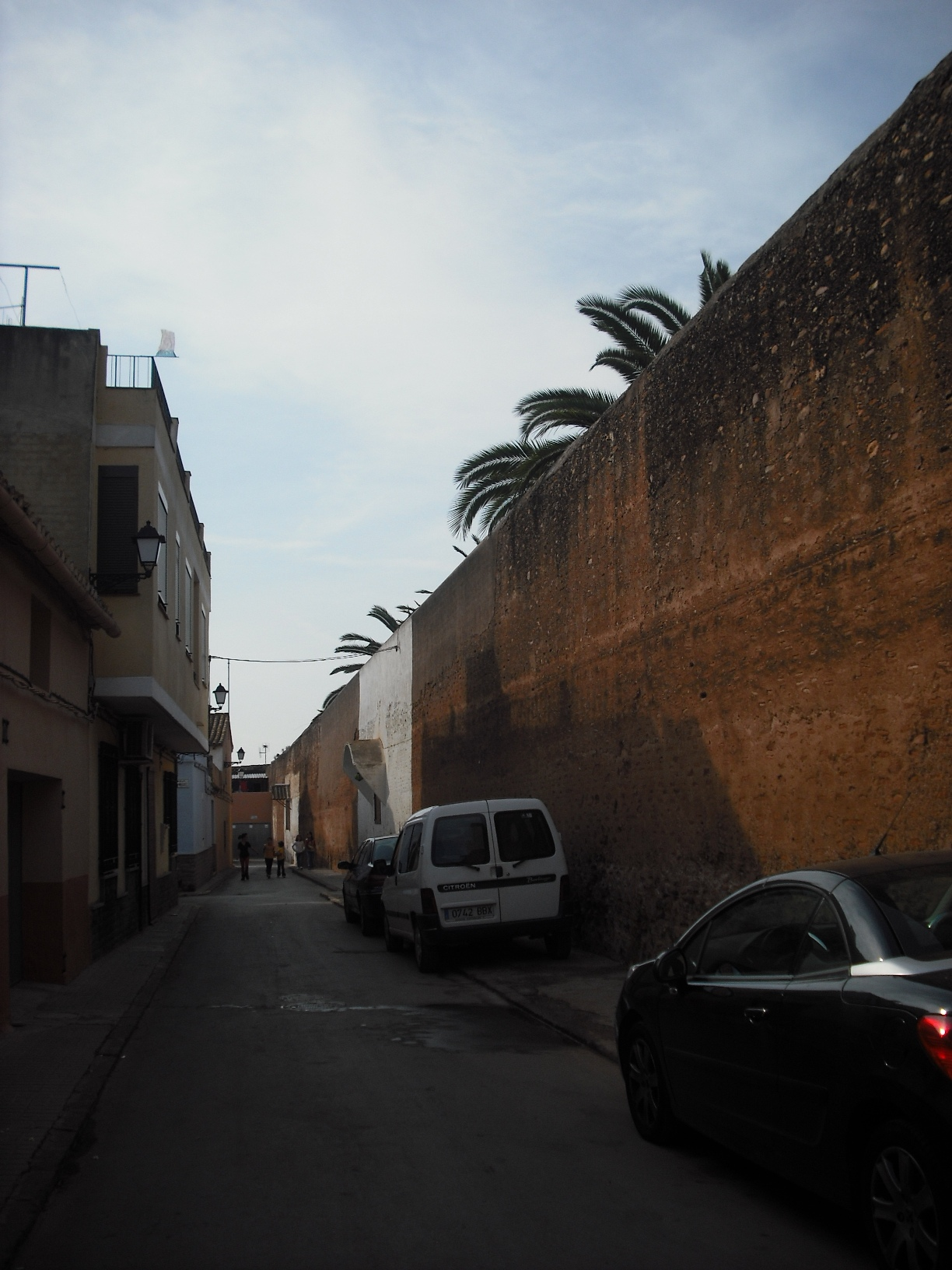
Carrer de ronda del mur oest de la muralla.

La muralla es va construir mitjançant la tècnica del tapial, disposa d'una torre o rivellino (terme d'origen italià que es va usar en aquesta zona per designar a les torres que se situen al centre dels llenços), en cadascun dels llenços.
La muralla manca de merlets, encara que les torres tenien troneres (esbocades i realitzades amb carreus) que, en el cas de les dues torres utilitzades com a entrada a la població, es van construir amb un petit parapet en pedra i en les altres dues amb la pròpia tàpia.
Interiorment les torres estaven dividides horitzontalment mitjançant forjats plans, que es comunicaven entre ells mitjançant una escala de caragol de fàbrica de maó.